# Alessandro Antinelli
Alessandro Antinelli (Roma, 2 agosto 1974) è un giornalista e telecronista sportivo italiano. Caporedattore centrale della redazione calcio di Raisport.

## Biografia
Inizia la sua carriera giornalistica nella radiofonia romana nel 1993 prima a Radio Serena poi a RadioIncontro, Radio Globo e Antenna 1. Dal 1996 passa a Radio Dimensione Suono dove conduce il notiziario sportivo e ricopre il ruolo di inviato per calcio, pallavolo, basket e Formula 1. Entra in RAI nel 2000, ma è assunto a tempo indeterminato solo nel 2009. Fa parte della redazione calcio di Raisport.
Ha seguito, tra le altre cose, le Olimpiadi del 2004 (dove, però, si occupava di servizi per l'AdnKronos e collegamenti con Radio 24), del 2008, del 2012 e del 2016, i Campionati del Mondo di calcio del 2006, del 2010 e del 2014, i Campionati europei di calcio del 2008 e del 2012 e la Confederations Cup del 2013. Dalla seconda metà del 2010 fino al giugno 2015 è stato tra gli inviati al seguito nonché bordocampista delle partite della Nazionale italiana di calcio (il suo posto è stato preso dal collega Luca De Capitani) ed è stato spesso inviato a bordo campo anche per altre partite di calcio trasmesse dalla RAI.
Dal 2009 ad agosto 2015 ha, inoltre, raccolto l'eredità di Francesco Pancani e di Jacopo Volpi come telecronista della pallavolo ed è stato la voce sia della Nazionale italiana maschile di pallavolo sia del campionato italiano, ruolo che condivide con Maurizio Colantoni e Marco Fantasia. Ha giocato per quindici anni a pallavolo e poi anche a beach volley.
Nella stagione 2009-2010 ha condotto Replay, il lunedì in seconda serata su Rai 3 insieme a Simona Rolandi. Nella stagione 2014-2015 conduce a rotazione con Marco Mazzocchi, Valerio Iafrate e Andrea Fusco Zona 11 pm su Rai Sport 1. Nel 2014 ha inoltre ricevuto il premio giornalistico Piero Dardanello, quindi, nello stesso anno, ha conquistato l'Oscar dello Sport di Mazara del Vallo e, nel 2015, è stato premiato alla rassegna "Pulcinellamente" di Sant'Arpino. nel 2016 ha vinto il premio Ussi Coni nella sezione tv. Dal 23 agosto 2015, conduce la nuova edizione de La Domenica Sportiva, insieme a Giusy Versace, conduzione che bissa l'anno successivo affiancato da Giorgia Cardinaletti. Nell'estate del 2016 è l'inviato della Rai al seguito della Nazionale italiana al Campionato europeo di calcio 2016. Nell’agosto 2016 partecipa a Rio de Janeiro alla sua quarta Olimpiade come telecronista di pallavolo e Beach volley maschile commentando due medaglie d’argento.
Nel 2019 doppia l'ex boxeur e telecronista sportivo di boxe Roy Jones Jr. nel film Creed II.
Nel 2019-20 conduce Dribbling, programma televisivo in onda su Rai 2.
Nel 2021 conduce uno speciale TGSport su Diego Armando Maradona, “Diego, un anno dopo”, su Rai Sport HD.
Nel 2021 è stato a bordocampo durante le partite della Nazionale all'Europeo e anche nelle partite di qualificazione ai Mondiali 2022, mentre per i play-off e le gare di Nations League conduce i pre e post-partita affiancato da Daniele Adani al posto di Paola Ferrari. Dal marzo 2022 ricopre il ruolo di caporedattore centrale della redazione calcio di Raisport .
Affiancato sempre da Adani, conduce anche i sorteggi dei gironi del Mondiale 2022 e quelli di qualificazione a Euro 2024 su Rai 2. 
Nel 2022-2023 cura poi 90º minuto condotto da Marco Lollobrigida e conduce i pre e post-partita delle gare del campionato mondiale in Qatar affiancato da Claudio Marchisio, Andrea Stramaccioni e Daniele Adani con i quali interviene tutte le sere in collegamento a Il circolo dei Mondiali. Inoltre il 30 dicembre 2022 conduce su Rai 2 il TG Sport Speciale sulla morte di Pelé. Dal marzo del 2023 conduce i pre e post-partita delle gare di qualificazione a Euro 2024 e la fase finale della Nations League affiancato da Adani e Stramaccioni; a maggio cura i pre e post-partita della semifinale di Europa League su Rai 1 oltre a presenziare a bordocampo in occasione della finale tra Roma e Siviglia.
Nel giugno del 2023 ha ricevuto il premio “Pietro Calabrese” a Soriano nel Cimino.
Nell’aprile 2024 ha conquistato il premio  “Giornalista TV dell'anno” del 27º Torneo mondiale Manlio Selis all’Ea Bianca Luxury Resort di Baja Sardinia.
Nel novembre 2024 vince il premio Beppe Viola nella categoria tv. 
In occasione di Euro 2024 conduce sempre i pre e post-partita affiancato da Adani e Stramaccioni oltre a intervenire in collegamento a Notti europee e in altri  programmi di approfondimento. Per la stagione seguente continua a seguire i pre e post partita della Nazionale, affiancato ora solo da Stramaccioni con il passaggio di Adani in telecronaca, oltre a supervisionare sempre La Domenica Sportiva condotta da Simona Rolandi.

## Programmi TV
- Replay (Rai 3, 2009-2010)
- Zona 11 pm (Rai Sport 1, 2014-2015)
- La Domenica Sportiva (Rai 2, 2015-2017)
- Antidoping (Rai 2, 2017-2018)
- 90º minuto (Rai 2, 2018-2019)
- Dribbling (Rai 2, 2019)
- TG Sport Speciale Diego, un anno dopo (Rai Sport HD, 2021)
- Pre e post partite Nazionale italiana (Rai 1, dal 2022)
- Pre e post partite Mondiale 2022 in Qatar (Rai 1 2022)
- TG Sport Speciale Pelè (Rai 2, 2022)